# Attagenus aurofasciatus
Attagenus aurofasciatus es una especie de coleóptero de la familia Dermestidae.

## Distribución geográfica
Habita en Namibia.